# Французька Північна Африка

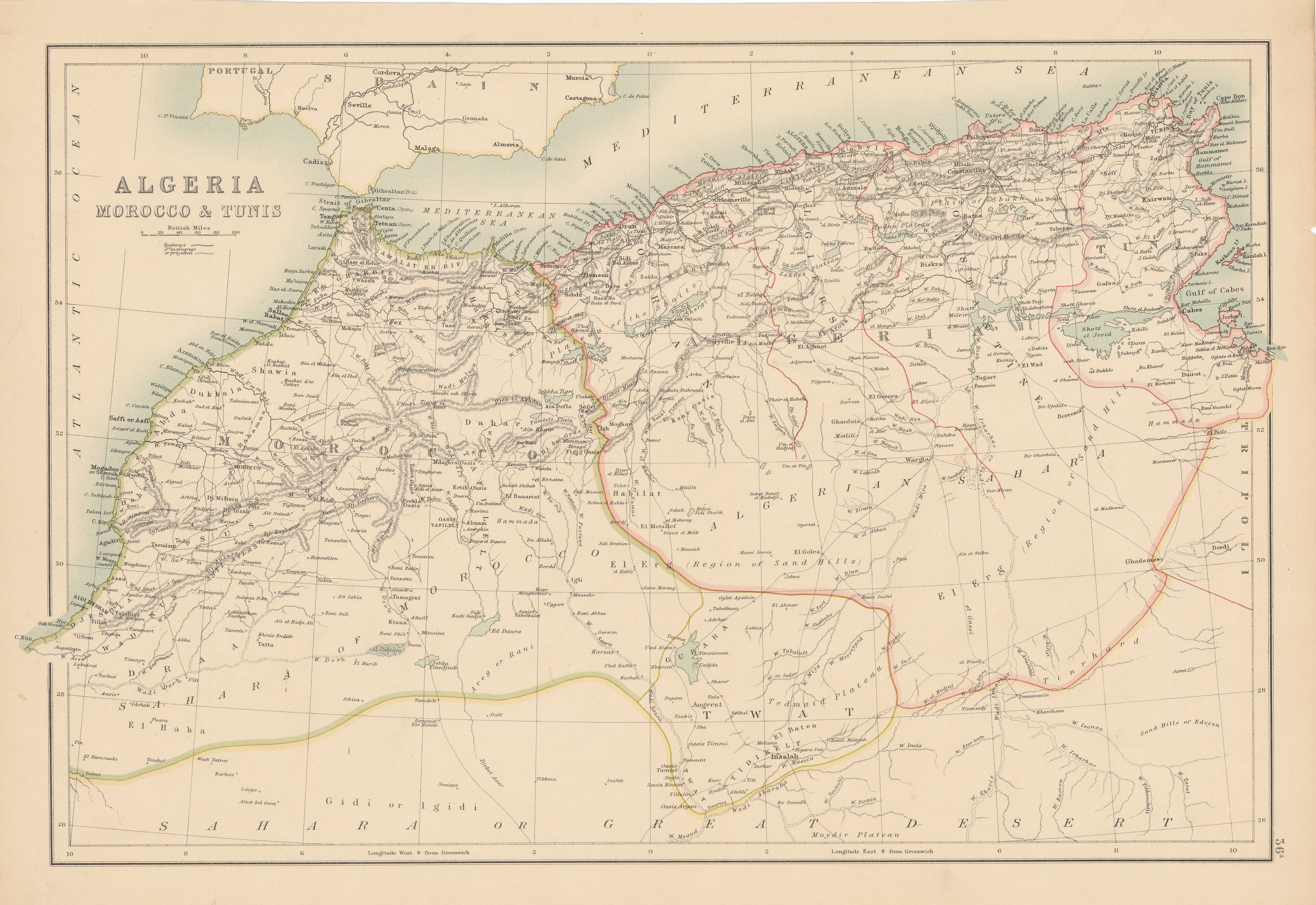
Французька Північна Африка в XIX столітті

Французька Північна Африка (фр. L’Afrique française du Nord, AFN або A.F.N.) — колоніальне володіння Франції у Північній Африці в XIX—XX століттях. 

## Склад
- Французьке Марокко
- Французький протекторат у Тунісі
- Французький Алжир